# 法人特別税
法人特別税（ほうじんとくべつぜい）は、法人特別税法（平成4年3月31日法律第15号）に基づいて、法人の1992年（平成4年）4月1日から1994年（平成6年）3月31日までの期間に終了する事業年度について時限的に課された税金。
法人特別税の課税の仕組みは、法人臨時特別税とほぼ同様であるが、基準法人税額から控除する金額が、年当たり400万円であった点が異なっている。